# Wappen Kambodschas

Wappen Kambodschas

Das Wappen des Königreiches Kambodscha ist seit 1993, dem Jahr der ersten freien Wahlen nach dem Sturz der Roten Khmer und der Einführung der konstitutionellen Monarchie, in Gebrauch. Es unterscheidet sich von dem Wappen von 1948 nur in Details.

## Beschreibung
Im blauen Wappenschild befinden sich zwei übereinander stehende goldene Schalen, auf deren oberer ein goldenes Schwert mit der Spitze nach rechts zeigend aufliegt. Über dem Schwert schwebt ein goldenes Om-Zeichen. Die Schalen sind von zwei grünen Lorbeerzweigen umkränzt. Im Schildfuß ist der Königliche Orden von Kambodscha. Auf dem Schild ruht die goldene, an der Spitze strahlende königliche Krone mit begleitenden Arabesken. Der Schild ist vom silber–goldenen Wappenmantel mit Goldsaum umgeben.
Schildhalter sind zwei goldene rotgezungte asiatische Fabellöwen. Der heraldisch rechte ist ein Kuchea Sey (Pali Gajasiha, „Elefanten-Löwe“) mit Rüssel und Stoßzähnen, der linke ein Reachem Sey (Pali Rajasiha, „König der Löwen“). Beide halten jeweils einen fünfstufigen goldenen Sonnenschirm. Sie stehen auf einem blauen Band mit goldenen Rändern und weißer Schrift, das den Schriftzug ព្រះចៅ  ក្រុង កម្ពុជា (Preahchau Krong Kampuchea), „König von Kambodscha“ enthält. Unter den Schild befinden sich goldene Arabesken.

## Symbolik
Die beiden Schalen dienen der rituellen Vorführung des heiligen Schwertes Preah Khan, das zu den traditionellen Herrschaftsinsignien der Könige von Kambodscha gehört. Dieses wurde der Legende nach vom hinduistischen Gott der Künste, Vishvakarman, für König Jayavarman VI. von Angkor (regierte 1080 bis 1106) hergestellt. Die realen Insignien, einschließlich des Schwertes, verschwanden nach dem Putsch von Lon Nol 1970 aus dem Königspalast in Phnom Penh.
Die Königskrone ist dem Weltenberg Meru der hinduistischen und buddhistischen Mythologie nachgebildet. Sie soll den kambodschanischen König als Chakravartin – idealen Weltenherrscher – ausweisen. Von ihrer Spitze gehen die Strahlen des Ruhms aus. Die Ornamente neben der Krone stellen den Schwanz der mythologischen Naga-Schlange dar, ein Fruchtbarkeitssymbol. Mehrfach gestufte Sonnenschirme sind in den Monarchien Südostasiens ein Herrschaftssymbol; ebenso die Fabellöwen, die Autorität (Kuchea Sey) bzw. Macht (Reachem Sey) versinnbildlichen.